# Windsor Locks
Windsor Locks település az Amerikai Egyesült Államok Connecticut államában. Lakosainak száma 12 613 fő (2020. április 1.).

## Népesség
A település népességének változása:

| 2010 | 12 498 |
| 2020 | 12 613 |